# Maik Hosang

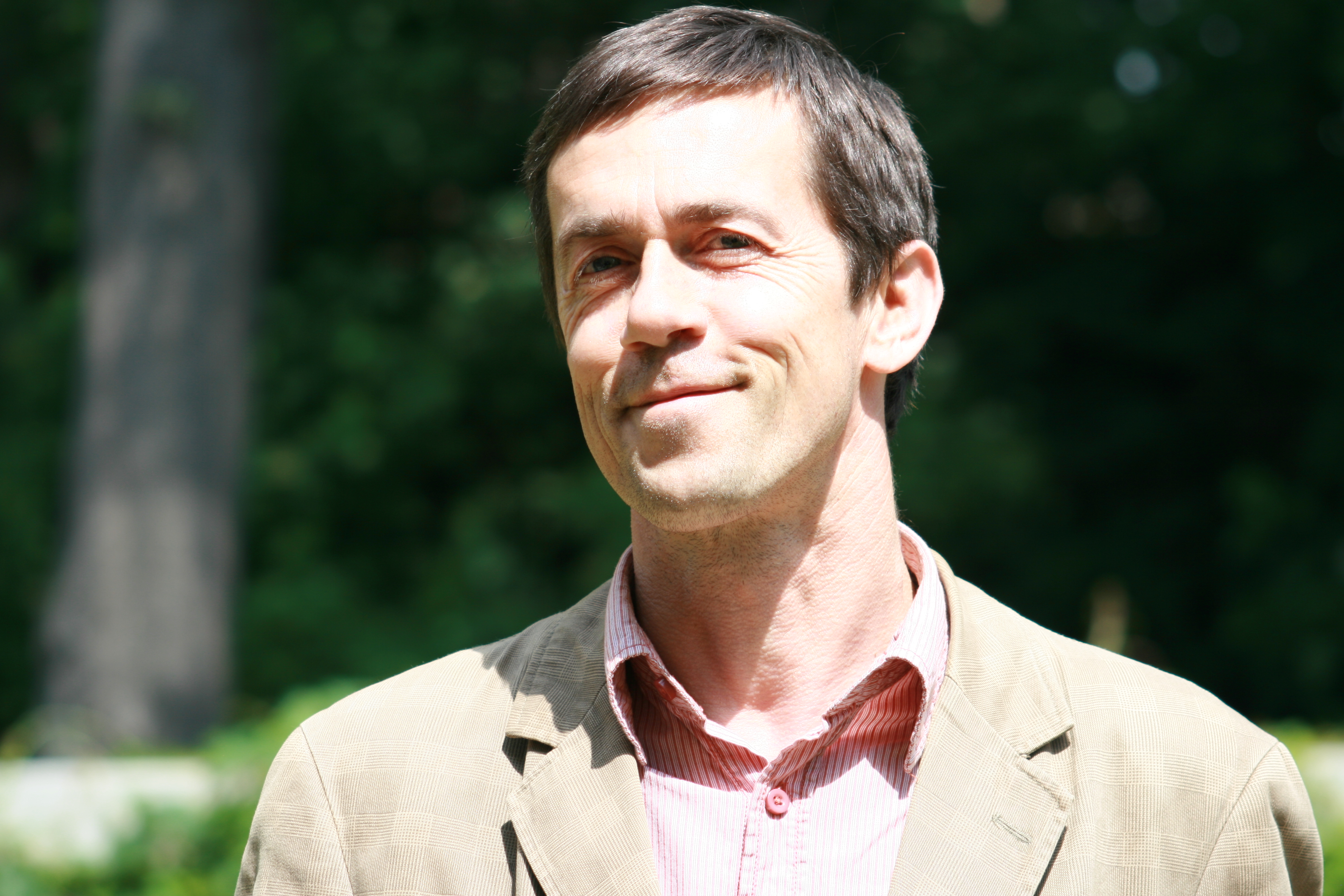
Maik Hosang

Maik Hosang (* 29. Dezember 1961 in Bautzen) ist ein deutscher Philosoph, Hochschullehrer, Zukunftsforscher und Sozialökologe.

## Leben
Hosang studierte Philosophie, Psychologie und Anthropologie an der Humboldt-Universität Berlin. In Anknüpfung an die Theorien von Johann Gottlieb Fichte, Nicolai Hartmann, Max Scheler, Manfred Eigen, Erich Jantsch u. a. promovierte er 1990 zum Thema „Der Mensch in den Evolutionsschichten der Selbstorganisation.“
Zusammen mit dem Philosophen Rudolf Bahro baute er an der Humboldt-Universität Berlin ein Institut für Sozialökologie auf und wirkte hier in Lehre und Forschung von 1990 bis 1998.
1993 gründete er zusammen mit Freunden und mit Unterstützung des sächsischen Ministerpräsidenten Kurt Biedenkopf das sozial-ökologische Modellprojekt LebensGut in Pommritz. Nach dem Tod Rudolf Bahros und dem Ende des Instituts für Sozialökologie an der Humboldt-Universität führte er letzteres dort weiter, zuerst als Institut für sozial-ökologische Kulturforschung und später als Netzwerk für Metamoderne Kultur.
Hosang war von 2013 bis 2022 Vertretungsprofessor für Kulturphilosophie und Transformationsforschung an der Hochschule Zittau/Görlitz
und trug dort zur Etablierung einer Forschungsgruppe für nachhaltige Transformationsprozesse bei.
Seit 2023 ist er Professor für Kulturwissenschaften, insbesondere Sozial- und Kulturökologie, an der Hochschule Zittau/Görlitz und leitet dort den Bachelor-Studiengang Kultur und Management.

## Werk
Im Jahr 1999 habilitierte Hosang mit der Schrift Homo sapiens integralis. Transdisziplinäre Begriffe für nachhaltige Entwicklung (später veröffentlicht im Buch Der integrale Mensch) an der Humboldt-Universität Berlin als erster Deutscher im neuen Lehr- und Forschungsgebiet Sozialökologie. Gutachter der Habilitationsschrift waren u. a. Vittorio Hösle und Rupert Riedl. Hosangs Habilitationsvortrag hatte das Thema Grundlagen einer integralen Ethik.
In einem vom deutschen Bundesministerium für Bildung und Forschung geförderten Projekt verglich Hosang verschiedene sozial-ökologische Denk- und Forschungsansätze und entwickelte dabei zusammen mit dem Umweltwissenschaftler Bernd Markert und dem Biochemiker Stefan Fränzle die Theorie von der biokulturellen bzw. „emotionalen Matrix“. Ihrer Forschung und Ansicht nach gibt es emotionale Tiefenstrukturen aus kulturell kodierten Basisemotionen, die menschlichen Gesellschaften zugrunde liegen und die für diese ähnliche Stabilisierungsfunktionen haben wie die DNS bzw. der genetische Code für biotische Systeme. Diese in gesellschaftlichen Diskursen bisher weitgehend unbewusste Stabilisierungsmatrix hat auch komplexe Implikationen für gesellschaftliche Transformationsprozesse. Diese gelingen nur, wenn neben wirtschaftlich-technischen und politisch-rechtlichen Bedingungen auch die emotionalen Tiefenstrukturen sich wandeln. Historisch erfolgte das bisher entweder durch politische oder kriegerische Gewalt, oder durch emotionale Befreiungsprozesse, in denen soziokulturelle Avantgarden neue und erweiterte humane Werte zur Geltung brachten. Beispiele für letztere sind die Entstehung von Demokratien und die allmähliche weltweite Durchsetzung von allgemeinen Menschenrechten.
Weitere Schwerpunkte seiner Arbeit sind die Zusammenhänge von Ökologie, Ethik und Freiheit, sowie von Nachhaltigkeits-, Bewusstseins- und Glücksforschung.
Mit dem Neurobiologen Gerald Hüther und dem Theologen Anselm Grün entwickelte Hosang eine transdisziplinäre „Theorie kokreativer Liebe“.
In Weiterführung der Gedanken und Forschungen von Rudolf Bahro vertritt er u. a. die These, dass die Entwicklung von vielfältigen Formen neuer, freier Verbundenheit bzw. bewusster Ko-Kreativität wichtige Facetten einer nachhaltigen Transformation moderner Gesellschaften sind. Dieses neue Wir bzw. diese neue oder metamoderne Gemeinschaftlichkeit dürfe jedoch nicht rückwärtsgewandt und primär selbstbezüglich sein, sondern müsse die Freiheitlichkeit und Offenheit moderner Systeme und Medien integrieren.
Mit dieser Haltung trug Hosang zur Auflösung der bisherigen, eher traditionellen Gemeinschaft des LebensGuts Pommritz und zu deren Neuorganisation als vielfältig vernetztes und metamodernes Kultur- und Bildungs- und Forschungsprojekt bei. Zusammen mit dem Vorstand der WBS-Training AG, Heinrich Kronbichler, und anderen reorganisierte er es nach den Leitbildern von Holacracy, Gemeinwohlökonomie und Lebensphilosophie.
Zusammen mit dem Künstler Ulrich Schollmeyer und weiteren Mitstreitern entwickelte und realisierte er im Gut Pommritz eine Philosophie-Kunst-und-Bewusstseins-Erlebniswelt.

## Metamoderne
Als er bemerkte, dass im englischsprachigen Raum bereits vielfältige Forschungen, Netzwerke, Ausstellungen zu einer neuen kulturellen und gesellschaftlichen Epoche unter dem Begriff der Metamoderne existieren, trug er dazu bei, diese wissenschaftlich und kommunikativ zu verstärken und auch im deutschen Raum zugänglich zu machen.

## Sonstiges
Zusammen mit Heinrich Kronbichler und Dolores Richter initiierte er 2013 das seitdem bereits mehrfach in Berlin oder Pommritz stattfindende Philosophiefestival der Liebe.
Hosang veröffentlichte den philosophisch-utopischen Roman Eves Welt. Liebe in Zeiten des Klimawandels und zahlreiche weitere Bücher im Themenfeld Bewusstsein, Liebe und Kreativität.
Von ihm erschienen außerdem bereits drei "Hiddensee-Krimis", in denen jeweils Begebenheiten der Insel mit berühmten Persönlichkeiten wie Gerhart Hauptmann u. a. in gefährliche Situationen verwickelt werden.

## Veröffentlichungen
- als Hrsg.: Rudolf Bahro: Apokalypse oder Geist einer neuen Zeit, edition ost, Berlin 1995, ISBN 3-929161-53-2.
- Der integrale Mensch, Hinder & Deelmann, Gladenbach 2000, ISBN 3-87348-168-5.
- mit Reinhardt St. Tomek: Ethik-Kodex 2000, D. Fischer Verlag, Frankfurt/M. 2000, ISBN 3-923135-46-7.
- mit Bernd Markert und Stefan Fränzle: Vorzeichenwechsel. Wie Gesellschaft sich verändern kann, Peter Lang Verlag, Berlin und Wien 2005, ISBN 3-631-54201-1.
- mit Stefan Fränzle und Bernd Markert: Die emotionale Matrix. Grundlagen für gesellschaftlichen Wandel und nachhaltige Innovation, ökom-Verlag, München 2005, ISBN 3-86581-007-1.
- mit Bernd Markert, Helmut Lieth, Peter Menke-Glückert und Stefan Fränzle: Zur Existenz eines ganz starken anthropischen Prinzips, Bod-Verlag, Norderstedt 2006, ISBN 978-3-8334-5269-7.
- als Hrsg. mit Kurt Seifert: Integration. Natur – Kultur – Mensch, ökom-Verlag, München 2006, ISBN 3-86581-051-9.
- Jacob Böhme – Der erste deutsche Philosoph. Das Wunder von Görlitz, Senfkorn-Verlag, Görlitz 2007, ISBN 3-935330-24-3.
- als Hrsg.: Kurt Biedenkopf, Ralf Dahrendorf, Erich Fromm, Petra Kelly u. a.: Klimawandel und Grundeinkommen. Die nicht zufällige Gleichzeitigkeit beider Themen und ein sozialökologisches Experiment, Andreas Mascha Verlag, München 2008, ISBN 978-3-924404-73-4.
- Eves Welt. Liebe in Zeiten des Klimawandels, Phänomen Verlag, 2008, ISBN 978-3-933321-72-5.
- mit Wilken Wehrt: Seufzer und Freiheit. Philosophische Reflexionen, Novum Verlag, 2009, ISBN 978-3-85251-928-9.
- mit Gerald Hüther: Die Liebe ist ein Kind der Freiheit – Die Freiheit ist ein Kind der Liebe, Kreuz Verlag, 2012, ISBN 978-3-451-61144-5.
- mit Gerald Hüther und Anselm Grün: Liebe ist die einzige Revolution. Drei Impulse für KoKreativität und Potenzialentfaltung, Herder Verlag, 2017, ISBN 978-3-451-32862-6.
- mit Natascha Reith: Kreativität und Ko-Kreativität – Wie Menschen einander kreativ inspirieren und dabei die Welt verändern können. Pikok-Verlag, 2019, ISBN 978-1-0917-9107-7.
- mit Bodo Janssen: Die Kunst des Liebens im Tun. Warum und wie Unternehmer die Welt verändern, Pikok Verlag, 2019, ISBN 978-1-0896-1494-4.
- mit Yve Stöbel-Richter: Die Kunst des wirklichen Lebens. 33 Zeichen und Wege für Dein Höheres Selbst und was die Wissenschaft dazu sagt, Pikok Verlag, 2019, ISBN 978-1-7108-0912-1.
- Meine schönsten Momente: Ein Buch zum kreativen Ausfüllen, Erinnern und Glücklichsein, Pikok Verlag, Pommritz 2019, ISBN 978-1-7004-6730-0.
- mit Philipp Wohlwill: Trixi entdeckt ihre Seele und die Welt, Pikok Verlag, Pommritz 2019, ISBN 978-1-7077-7180-6.
- mit Phyllis Lofaso: All that I love about me: Enchanting declarations of love for yourself to fill in, spark inner awareness, and make you smile, Pikok Verlag, Pommritz 2019, ISBN 978-1-7009-9929-0.
- Meine schönsten Momente: Ein Buch zum kreativen Ausfüllen, Erinnern und Glücklichsein, Pikok Verlag, Pommritz 2019, ISBN 978-1-7004-6730-0.
- als Hrsg. mit Gerald Hüther: Bewusstsein, Liebe & Kreativität: Human- und Kulturpotenziale im Anthropozän, Pikok Verlag, 2020, ISBN 979-8-5594-1123-1.
- mit Sophia Philosophie-Erlebniswelt: Jacob Böhme - Der erste deutsche Philosoph: Das Wunder von Görlitz, Hörspiel, GD Publishing, Berlin 2023, ISBN 978-1-7004-6730-0.
- mit Jürgen G. H. Hoppmann (Sprecher): Der integrale Mensch -  Homo sapiens integralis, Hörbuch, GD Publishing, Berlin 2023, ISBN 978-1-7004-6730-0.
- mit Jürgen G. H. Hoppmann (Regisseur): Sophia: Lernwerkstatt für Philosophie und Ethik, Hörbuch, GD Publishing, Berlin 2023, ISBN 978-3-98911-400-5.
- als Hrsg. mit Jürgen G. H. Hoppmann: Rudolf Bahro: Vorlesungen 1990–1993. Humboldt-Universität Berlin, ArsAstrologica, Görlitz 2023, ISBN 978-3-384-04899-8.
- als Hrsg. mit Jürgen G. H. Hoppmann: Rudolf Bahro: Vorlesungen 1994–1997. Humboldt-Universität Berlin, ArsAstrologica, Görlitz 2023, ISBN 978-3-384-04901-8.
- mit Gerald Hüther: Die Metamoderne: Neue Wege zur Entpolarisierung und Befriedung der Gesellschaft, Vandenhoeck & Ruprecht, Göttingen 2024, ISBN 978-3-525-40034-0.
- mit Gerald Hüther: Wir sind Körper, Bewusstsein und schöpferische Liebe: Die bahnbrechenden metamodernen Erkenntnisse von Federico Faggin und anderen Wissenschaftlern zum Quantenfeld und dem menschlichen Potenzial, Metamodern-Verlag, Berlin und Hochkirch 2025, ISBN 979-8312818895.